# Giulio Bartolocci
Giulio Bartolocci (Celleno, 1º aprile 1613 – Roma, 19 ottobre 1687) è stato un ebraista e monaco cristiano italiano, appartenente all'Ordine dei Cistercensi, e curatore della Biblioteca Vaticana.

## Biografia
Giulio Bartolocci nacque a Celleno, piccolo centro nell'attuale provincia di Viterbo, il 1º aprile 1613. 
Fu allievo di un ebreo battezzato, Giovanni Giuda Giona Battista, che lo istruì in ebraico. Completati i suoi studi divenne sacerdote dell'Ordine dei Cistercensi. Per la sua grande conoscenza della lingua ebraica e della letteratura rabbinica, Bartolocci fu nominato, nel 1651, professore di ebraico e letteratura rabbinica al Collegio dei Neofiti di Roma e, allo stesso tempo, "Scriptor Hebraicus" presso la Biblioteca Vaticana.
In Vaticano, Bartolocci continuò la sua collaborazione col suo maestro e guida, Battista, dedicandosi alla raccolta e catalogazione del materiale ebraico. Nel 1675 iniziò a Roma la pubblicazione della sua Bibliotheca Magna Rabbinica, una bibliografia, in latino ed ebraico, della letteratura ebraica, ordinata secondo i nomi degli autori, con un indice per temi.
L'opera è in quattro volumi in folio, 1675-1693 (con il titolo ebraico), tre dei quali sono stati pubblicati dall'autore e il quarto, dopo la sua morte, dal suo discepolo Carlo Giuseppe Imbonati. A quest'ultimo si deve, anche, l'aggiunta di un quinto volume, la Bibliotheca Latina Hebraica (Roma, 1694), che contiene le opere e i nomi degli autori cristiani che avevano scritto in latino, sugli ebrei e l'ebraismo.
Per quanto sia più un'opera di erudita compilazione che di critica storica, secondo il giudizio già espresso dal contemporaneo Richard Simon, per la mole di informazioni raccolte la Bibliotecha Hebraica rappresenta uno dei prodotti più rilevanti dell'ebraistica cristiana nel XVII secolo.
Giulio Bartolocci morì a Roma il 19 ottobre 1687.

## Opere
- (LA, HE) Giulio Bartolocci, Bibliotheca Magna Rabbinica: De Scriptoribus, & Scriptis Rabbinicis ordine Alphabetico Hebraice, & Latine digestis, vol. 1, Romae, Ex Typographia Sacrae Congregationis de Propaganda Fide, 1675. URL consultato il 17 settembre 2019.
- (LA, HE) Giulio Bartolocci, Bibliotheca Magna Rabbinica: De Scriptoribus, & Scriptis Rabbinicis ordine Alphabetico Hebraice, & Latine digestis, vol. 2, Romae, Ex Typographia Sacrae Congregationis de Propaganda Fide, 1675. URL consultato il 17 settembre 2019.
- (LA, HE) Giulio Bartolocci, Bibliotheca Magna Rabbinica: De Scriptoribus, & Scriptis Rabbinicis ordine Alphabetico Hebraice, & Latine digestis, vol. 3, Romae, Ex Typographia Sacrae Congregationis de Propaganda Fide, 1683. URL consultato il 17 settembre 2019.
- (LA, HE) Giulio Bartolocci, Bibliotheca Magna Rabbinica: De Scriptoribus, & Scriptis Rabbinicis ordine Alphabetico Hebraice, & Latine digestis, vol. 4, Romae, Ex Typographia Sacrae Congregationis de Propaganda Fide, 1693. URL consultato il 17 settembre 2019.